# Кубок Ісландії з футболу 1999
Кубок Ісландії з футболу 1999 — 40-й розіграш кубкового футбольного турніру в Ісландії. Переможцем вдесяте став КР.

## Календар
| Раунд        | Дата              | Матчі | Клуби   |
| ------------ | ----------------- | ----- | ------- |
| Перший раунд |                   | 16    | 64 → 48 |
| Другий раунд |                   | 16    | 48 → 32 |
| 1/16 фіналу  | 14-17 червня 1999 | 16    | 32 → 16 |
| 1/8 фіналу   | 29-30 червня 1999 | 8     | 16 → 8  |
| 1/4 фіналу   | 7-8 липня 1999    | 4     | 8 → 4   |
| 1/2 фіналу   | 4-11 серпня 1999  | 2     | 4 → 2   |
| Фінал        | 26 вересня 1999   | 1     | 2 → 1   |

## 1/8 фіналу
| Команда 1         | Рахунок | Команда 2            |
| ----------------- | ------- | -------------------- |
| 29 червня 1999    |         |                      |
| Гапнарф'єрдюр (2) | 0:4     | Стьярнан (2)         |
| Кеплавік          | 1:3     | Вестманнаейя         |
| Брєйдаблік        | 1:0     | ІР (2)               |
| Троттур (2)       | 0:1     | Вікінгур (Рейк'явік) |
| 30 червня 1999    |         |                      |
| Валюр             | 3:1     | Відір (2)            |
| КР                | 4:3     | Фількір (2)          |
| Фрам U-23 (4)     | 0:3     | Акранес              |
| Сіндрі (3)        | 2:0     | Гаукар (4)           |

## 1/4 фіналу
| Команда 1            | Рахунок | Команда 2    |
| -------------------- | ------- | ------------ |
| 7 липня 1999         |         |              |
| Сіндрі (3)           | 0:3     | Вестманнаейя |
| Вікінгур (Рейк'явік) | 0:5     | Акранес      |
| 8 липня 1999         |         |              |
| Брєйдаблік           | 2:0     | Валюр        |
| Стьярнан (2)         | 1:3     | КР           |

## 1/2 фіналу
| Команда 1      | Рахунок | Команда 2    |
| -------------- | ------- | ------------ |
| 4 серпня 1999  |         |              |
| КР             | 3:0     | Брєйдаблік   |
| 11 серпня 1999 |         |              |
| Акранес        | 3:0     | Вестманнаейя |

## Фінал
| 26 вересня 1999 |

| КР                                              | 3:1      | Акранес       |
| ----------------------------------------------- | -------- | ------------- |
| Хінрікссон 61' Даніельссон 67' Гюннлейгссон 83' | Протокол | Тордарсон 71' |

| Лаугардалсволлур, Рейк'явік Арбітр: Брагі Бергманн |